# Villa di Nerone
La Villa di Nerone, insieme a un arco di trionfo che porta il suo nome, sono stati edificati ad Olimpia a nord-est del Tempio di Zeus Olimpico.

## La villa
Nerone, per fare coincidere il suo soggiorno a Olimpia con i giochi Olimpici, ordinò di anticipare di due anni la celebrazione della 211ª Olimpiade, quindi l'Olimpiade si tenne nell'anno 67 in luogo del 69; Nerone fece demolire gli edifici preesistenti per costruire la sua villa.

Pianta del Santuario di Olimpia. La Villa è indicata con il nº 33.

La residenza di Nerone era composta da vari soggiorni con peristili. Nella parte est inglobò un edificio preesistente di grandi dimensioni e di forma ottagonale, che si pensa fosse un edificio termale.
L'arco di trionfo venne eretto a est del Bouleteurion. Venne utilizzato dai romani che arrivavano ad Olimpia per mare e risalivano il fiume Alfeo fino al Santuario. Successivamente è stato murato dagli Elei.
Poiché Pausania non menziona la città o l'arco e poiché le fasi di costruzione conosciute risalgono al II e al III secolo, è altamente improbabile che la villa sia stata effettivamente costruita durante il regno di Nerone.